# El debate de La 1
El debate de La 1 é um programa televisivo de debate, emitido na Espanha, todas as quintas-feiras na La 1, que faz a análise da atualidade política, social e económica da Espanha. Desde setembro de 2014, o debate é moderado pelo jornalista Julio Somoano.